# Scopula przewalskii
Scopula przewalskii là một loài bướm đêm trong họ Geometridae.